# Робар, Митя
Митя Робар (словен. Mitja Robar; род. 4 января 1983, Марибор) — словенский хоккейный защитник и тренер. Выступал в составе сборной Словении.

## Карьера

### Клубная
Воспитанник хоккейной школы «Марибора», выступал за основной состав клуба с 1999 по 2004 годы в Словенской хоккейной лиге (сезон 2003/2004 провёл на правах аренды в «Славии» из Любляны). С 2004 по 2006 годы защищал цвета люблянской «Олимпии», после чего пять лет играет в составе «Акрони Есенице» в Австрийской хоккейной лиге. Четыре раза побеждал с этим клубом в чемпионате Словении. Сезон 2011/2012 планировал провести в шведском «Векше Лейкерс», но был отдан в аренду «Оскарсхамну» из Первого дивизиона Швеции, затем играл в финской СМ-Лиге за «Лукко». С января 2012 года играет за немецкий «Крефельд Пингвин», провёл за сезон 2011/2012 в составе пингвинов 17 игр, забросив шайбу и отдав четыре голевые передачи.

### В сборной
В сборной Словении до 18 лет играл на чемпионате мира 2001 года, выиграв с ней турнир в Первом дивизионе. Выступал на чемпионатах мира до 20 лет в 2002 и 2003 годах. В основной сборной играл в первом дивизионе 2004, 2007, 2009, 2012 и 2014 годов, а также в высшем дивизионе 2005, 2006, 2008, 2011, 2013 и 2015 годов.

## Достижения
- Чемпион Словении: 2008, 2009, 2010, 2011
- Победитель Первого дивизиона чемпионата мира: 2004, 2007, 2012
- Победитель Второго дивизиона чемпионата мира U18: 2001